# Lawrence Nicholas
Lawrence Anwan Nicholas (Lagos, 17 maggio 2001) è un calciatore nigeriano, centrocampista dell'Istiklol.

## Carriera
Cresciuto calcisticamente nell'Haruna Babangida Academy, nel 2019 si è trasferito in Russia al Tambov, dove inizialmente ha giocato con la seconda squadra. Il 5 dicembre 2020 ha fatto il suo debutto in Prem'er-Liga con la prima squadra, nell'incontro perso per 5-1 contro lo Spartak Mosca; conclude la stagione con due presenze in campionato. Nel 2021 è stato acquistato dall'Olimp-Dolgoprudnyj, club della seconda divisione russa, dove è rimasto fino al febbraio del 2022, quando ha firmato per il Chimki, tornando così a giocare nella massima serie russa.

## Statistiche

### Presenze e reti nei club
Statistiche aggiornate al 6 febbraio 2024.
| Stagione                | Squadra                 | Campionato              | Campionato | Campionato | Coppe nazionali | Coppe nazionali | Coppe nazionali | Coppe continentali | Coppe continentali | Coppe continentali | Altre coppe | Altre coppe | Altre coppe | Totale | Totale |
| Stagione                | Squadra                 | Comp                    | Pres       | Reti       | Comp            | Pres            | Reti            | Comp               | Pres               | Reti               | Comp        | Pres        | Reti        | Pres   | Reti   |
| ----------------------- | ----------------------- | ----------------------- | ---------- | ---------- | --------------- | --------------- | --------------- | ------------------ | ------------------ | ------------------ | ----------- | ----------- | ----------- | ------ | ------ |
| 2019-2020               | Tambov                  | PL                      | 0          | 0          | CR              | 0               | 0               |                    | -                  | -                  |             | -           | -           | 0      | 0      |
| 2020-2021               | Tambov                  | PL                      | 2          | 0          | CR              | 1               | 0               |                    | -                  | -                  |             | -           | -           | 3      | 0      |
| 2021-feb. 2022          | Olimp-Dolgoprudnyj      | 1D                      | 22         | 0          | CR              | 1               | 0               |                    | -                  | -                  |             | -           | -           | 23     | 0      |
| feb.-giu. 2022          | Chimki                  | PL                      | 4          | 0          | CR              | -               | -               |                    | -                  | -                  |             | -           | -           | 4      | 0      |
| 2022-2023               | Fatih Karagümrük        | SL                      | 19         | 0          | TK              | 2               | 0               | -                  | -                  | -                  | -           | -           | -           | 21     | 0      |
| 2023-2024               | Fatih Karagümrük        | SL                      | 3          | 0          | TK              | 2               | 0               | -                  | -                  | -                  | -           | -           | -           | 5      | 0      |
| Totale Fatih Karagümrük | Totale Fatih Karagümrük | Totale Fatih Karagümrük | 22         | 0          |                 | 4               | 0               |                    | -                  | -                  |             | -           | -           | 26     | 0      |
| Totale carriera         | Totale carriera         | Totale carriera         | 50         | 0          |                 | 6               | 0               |                    | -                  | -                  |             | -           | -           | 56     | 0      |